# 伊自良村
伊自良村（いじらむら）は、岐阜県山県郡にあった村である。2003年（平成15年）4月1日に山県郡の美山町、高富町と共に合併し山県市となった。

## 地理
- 山：釜ヶ谷山（696m、本巣市との境に位置する）
- 河川：伊自良川
- 湖沼：伊自良湖

### 隣接していた自治体
- 岐阜市
- 山県郡 美山町、高富町
- 本巣郡 本巣町

## 歴史
- 1955年（昭和30年）4月1日 上伊自良村と下伊自良村が合併し発足。
- 2003年（平成15年）4月1日 美山町・高富町と合併し山県市が発足。同日伊自良村廃止。

## 教育

### 中学校
- 伊自良村立伊自良中学校

### 小学校
- 伊自良村立伊自良北小学校
- 伊自良村立伊自良南小学校

## 交通

### 鉄道
村内に鉄道路線なし。

### 道路
高速道路
- 村内に高速道路は無し。

一般国道
- 村内に一般国道は無し。

主要地方道
- 岐阜県道79号関本巣線
- 岐阜県道91号岐阜美山線

一般県道
- 岐阜県道174号伊自良高富線
- 岐阜県道185号伊自良本巣線

長距離自然歩道
- 東海自然歩道

## 名所・旧跡・観光スポット・祭事・催事
- 伊自良湖
- 東光寺
- 甘南美寺